# Evant
Coryell – miasto w Stanach Zjednoczonych, w stanie Teksas, w hrabstwie Coryell.